# Basilepta borodinense
Basilepta borodinense es un coleóptero de la familia Chrysomelidae.
Fue descrita científicamente por primera vez en 1979 por Kimoto.